# Mlhovina v Orionu
Mlhovina v Orionu, známá také jako M42 (Messier 42), je emisní mlhovina vzdálená 1 600 světelných let od Země v souhvězdí Orionu. Je vidět i pouhým okem přímo uprostřed Orionova meče. Šířka je 33 světelných let. Tvoří jádro Orionova komplexu, kde se mimo ni nachází například i mlhovina Koňská hlava, Orionův molekulový oblak, Barnardova smyčka a jiné. Orionův komplex zahrnuje mnoho objektů v oblasti o průměru několika set světelných let, z nichž nejvýraznější je právě Velká mlhovina v Orionu.
Součástí M42 je otevřená hvězdokupa Trapez složená z velmi mladých hvězd. Hubbleův teleskop odhalil prachový disk kolem těchto hvězd, pravděpodobně počáteční stádium vývoje planetární soustavy.

## Velká emisní mlhovina v Orionu
Mlhovinu objevil v roce 1610 francouzský astronom Nicolas-Claude Fabri de Peiresc. V roce 1870 ji poprvé vyfotografoval Henry Draper, v současnosti jde pravděpodobně o nejfotografovanější mlhovinu. V roce 1995 Mark McCaughrean a Bob O´Dell objevili s použitím Hubbleova teleskopu v kulové hvězdokupě Trapez uvnitř Velké mlhoviny protoplanetární disky, v jejichž centrech se nacházejí mladé hvězdy. K tvorbě planet v protoplanetárních discích musí docházet relativně rychle, protože již vyvinuté hvězdy Trapézu z protoplanetárních disků „sfoukávají“ materiál.
Velká mlhovina v Orionu je Zemi nejbližší emisní mlhovina, obsahuje ionizované plazma, které emituje záření o různých vlnových délkách. Zdrojem ionizace je několik mladých hvězd (především hvězdy Trapézu). V blízkosti se nalézá další mlhovina známá jako M43 (je to však jen jakýsi výběžek Velké mlhoviny v Orionu), tyto dvě mlhoviny jsou od sebe odděleny temnou mlhovinou s podivným názvem Rybí tlama. 
Velká mlhovina v Orionu je částí komplexu mlhovin nazývaného OMC-1, který má průměr několik stovek světelných let. Dále do něj patří např. mlhovina Koňská hlava, Mlhovina Plamínek, Barnardova smyčka a jiné.

## Zrod hvězd
Velká mlhovina v Orionu se skládá z plynu a prachu, tedy materiálu ze kterého se mohou utvářet nové hvězdy, tento materiál je tvořen ze 75 % vodíkem, 25 % heliem, všech ostatních prvků obsahuje mlhovina méně než 1 %.
Zrod hvězd může probíhat díky nehomogennosti mlhoviny. Hustší části začnou svou gravitační silou k sobě přitahovat materiál z řidších oblastí, vznikají v nich gravitační jádra a z nich protohvězdy. V protohvězdách o hmostnosti větší než 0,08 hmotnosti Slunce dojde k zažehnutí jaderných reakcí, vznikají hvězdy, z méně hmotné protohvězdy vznikne hnědý trpaslík.
Všechen plyn, který Velká mlhovina v Orionu obsahuje, se však na hvězdy změnit nemůže. Je to způsobeno především vlivem mladých hvězd, které část plynu vyloučí z této mlhoviny ven. 
Mlhovin, ve kterých vznikají nové hvězdy, je spousta. Velká mlhovina v Orionu je jedinečná pouze tím, že se nalézá relativně blízko Země.

## Mlhovina na obloze
Na obloze se Velká mlhovina v Orionu rozprostírá na ploše čtyřikrát větší než Měsíc v úplňku, její skutečná šířka je přes 30 světelných let.
Orionův pás se nachází v souhvězdí Oriona. Dělí napříč vzdálenost mezi nejjasnějšími hvězdami tohoto souhvězdí, Rigelem a Betelgeuze. Pod levou hvězdou Orionova pásu je viditelná méně jasná skupinka tří hvězd (Orionův meč). Prostřední z nich je Velká mlhovina v Orionu. Souhvězdí Orionu je u nás viditelné od konce srpna před východem slunce do konce dubna po západu slunce.
Velká mlhovina v Orionu může připomínat letícího netopýra. Při pohledu pouhým okem je zelená, na fotografii však můžeme vidět různé barvy. Je to způsobeno nízkým jasem mlhoviny. Velká mlhovina v Orionu je jednou z nejfotografovanějších mlhovin na obloze.

## Théta Orionis
Théta Orionis je čtyřhvězda, i když okem její složky rozlišitelné nejsou. Pouhým okem bychom ji považovali za hvězdu jedinou. Tato čtyřhvězda je spíše známá pod názvem Trapéz (neboli lichoběžník, toto pojmenování vzniklo při pohledu na její čtyři složky které zaujímají právě tento geometrický obrazec).
Hvězdy Trapézu jsou staré přibližně 30 000 let a jejich spektrální třídy jsou O a B (přesněji O6, B1, B1, B3). Její celková zářivost je 300 000krát větší, než je zářivost Slunce.
Lichoběžník tvoří tyto soustavy: Théta-1 C (40krát jasnější, 200 000krát svítivější než Slunce) théta-1 A (zákrytová dvojhvězda, kde tyto dvě hvězdy obíhá ještě třetí). Théta-1 D (dvojhvězda) a théta-1 B (zákrytová dvojhvězda + další dvě složky). Tento systém tedy tvoří nejméně deset hvězd (nikoli čtyři).